# Zlatko Arslanagić
Zlatko Arslanagić (Sarajevo, 22. rujna 1964.) bosanskohercegovački je glazbenik, skladatelj, tekstopisac i gitarist. Jedan je od osnivača "Top liste nadrealista" (1981.) i suosnivač i nekadašnji vođa grupe "Crvena jabuka".
Pisao je pjesme za svoju grupu "Crvena jabuka" (1985. – 1991.) koju je osnovao s Draženom Ričlom. Prvi album naziva "Crvena jabuka" objavljuju u ožujku 1986. godine. Autori svih pjesama na albumu su Dražen Ričl i Zlatko Arslanagić. Pisao je i za druge izvođače. Objavio je knjigu "Možda će sutra biti sunčan dan" i zbirku pjesama "Između nekad i sad". U bendu je prvo svirao ritam gitaru, zatim se prebacio na akustičnu i električnu i bas gitaru, perkusije i vokalne dionice, a ubrzo se opet vraća na ritam gitaru.
Za treći album "Sanjati" koji su objavili 1988. godine dobivaju međunarodnu nagradu "Ampex Golden Reel Award". 1991. godine uradio je muziku za radijsku emisiju "Jazz time" autora Bore Kontića koja na berlinskom festivalu osvaja nagradu. Iste godine objavljen je peti studijski album Crvene jabuke "Nekako s proljeća". Većinu spotova Crvene jabuke je sam režirao i montirao. 1992. godine napustio je Crvenu jabuku.
Od 1995. godine živi i radi u Torontu. Nema medijskih nastupa.

## Vanjske poveznice
- Discogs
- ZAMP